# Farah (Afghanistan)
Farah er en by i det sydvestlige Afghanistan, med et indbyggertal på ca. 54.000 (2012). Byen er hovedstad i en provins af samme navn.
1. 1 2  web.archive.org (fra Wikidata).